# Volcan de Chiriqui
Volcan de Chiriqui (znany także jako Volcán Barú) – najwyższy szczyt górski w Panamie, w paśmie Cordillera de Talamanca. Jest to wygasły stratowulkan, leży w prowincji Chiriquí otoczony żyznymi wyżynami, po których biegną rzeki Chiriqui i Caldera. Po zachodniej stronie wulkanu leżą wsie Volcan i Cerro Punta, a po wschodniej Boquete. Ostatnia erupcja miała miejsce około 1550 r. Rejon wulkanu objęty jest Parkiem Narodowym Volcán Barú.